# Aplagiognathus hybostoma
Aplagiognathus hybostoma là một loài bọ cánh cứng trong họ Cerambycidae.